# Pantukan
Pantukan (Bayan ng Pantukan) är en kommun i Filippinerna. Kommunen tillhör Composteladalen och ligger på ön Mindanao. Folkmängden uppgår till 61 801 invånare.
Pantukan är indelat i 13 barangayer.